# Cartea vitula
Cartea vitula är en fjärilsart som beskrevs av William Chapman Hewitson 1852. Cartea vitula ingår i släktet Cartea och familjen Riodinidae. Inga underarter finns listade i Catalogue of Life.

## Bildgalleri

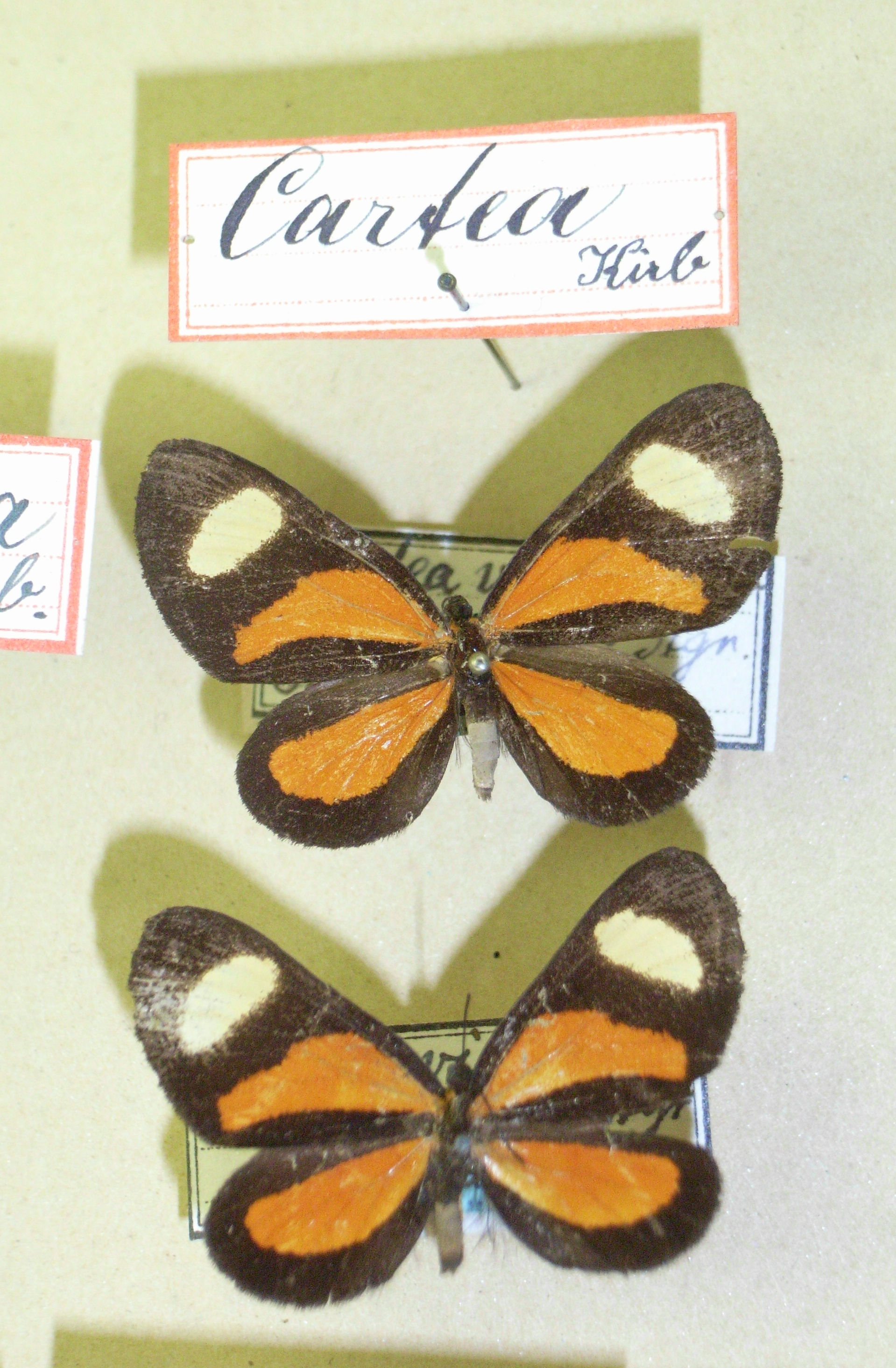
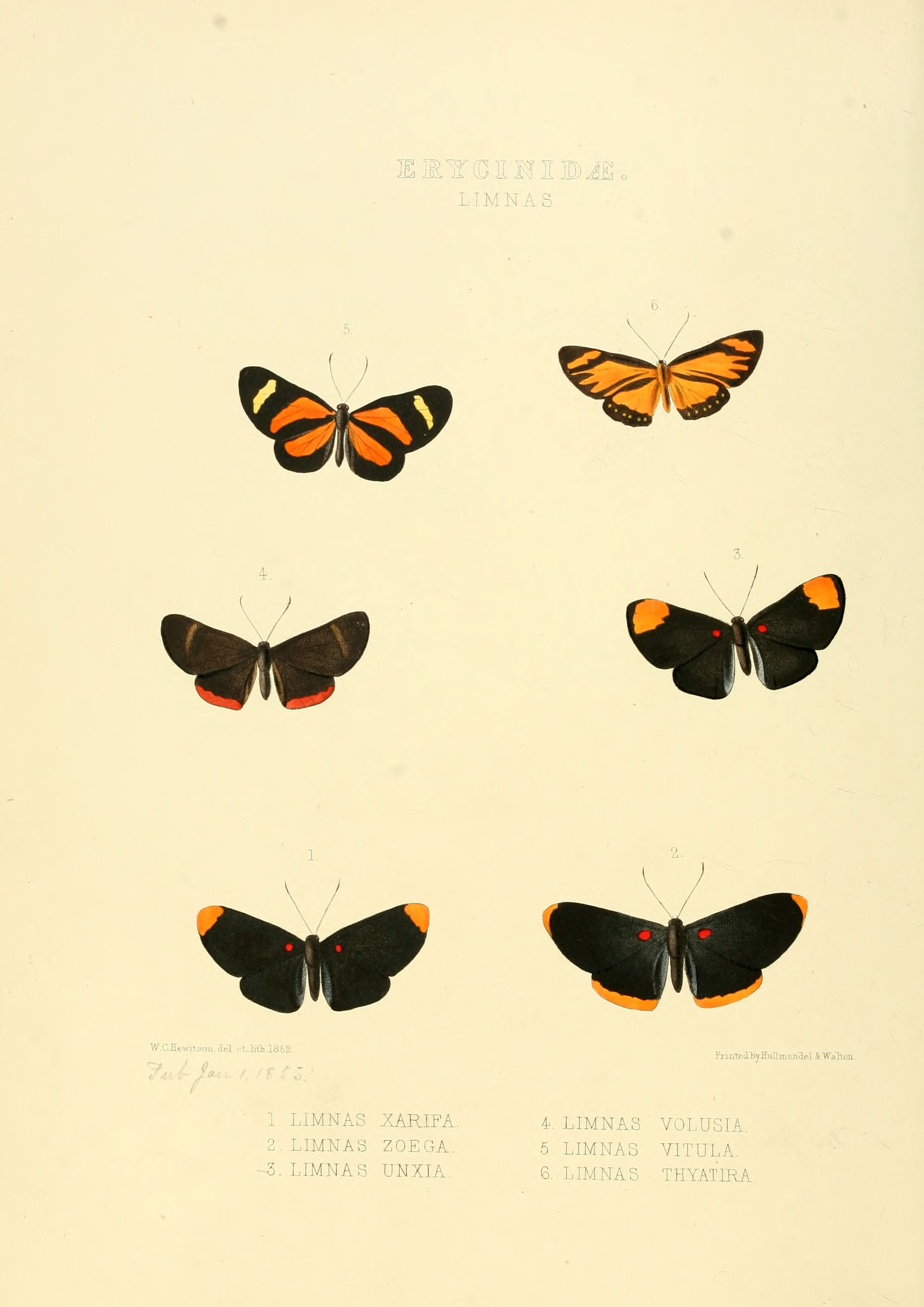